# Campeonato de Primera División 2019-20 (Honduras)
El Campeonato de Primera División 2019-20 (también llamado Liga SalvaVida por motivos de patrocinio) es la 54.ª edición  del Campeonato Anual de la Liga Nacional de Honduras.

## Sistema de competición
El Campeonato se constituye de dos torneos cortos —Torneo Apertura y Torneo Clausura—. El equipo que haya obtenido la peor puntuación, una vez finalizados ambos torneos, descenderá a la Liga de Ascenso. 
Cada torneo está compuesto por dos vueltas (con 9 jornadas cada una). Una vez finalizadas las vueltas regulares, los equipos que hayan alcanzado los primeros cinco lugares de la tabla accederán a una pentagonal final donde se enfrentarán todos una vez.
Finalmente, el título de campeón lo disputarán el club que haya quedado en la primera posición de las vueltas regulares y el club que haya quedado primero en la pentagonal. En caso de ser el mismo club, será campeón sin necesidad de una final.
Los campeones de los torneos Apertura y Clausura obtendrán su clasificación a la Liga Concacaf 2020. El tercer cupo lo conseguirá el mejor subcampeón del Campeonato Anual.

## Información de los equipos

### Ascenso y descenso
| Pos | a la Liga Nacional |
| --- | ------------------ |
| 1.º | Real Sociedad      |

| Pos  | a la Liga de Ascenso |
| ---- | -------------------- |
| 10.º | Juticalpa F.C.       |

### Equipos participantes
| Equipo            | Ciudad         | Entrenador          | Estadio                  | Capacidad | Indumentaria   | Patrocinador(es) principal(es) |
| ----------------- | -------------- | ------------------- | ------------------------ | --------- | -------------- | ------------------------------ |
| Olimpia           | Tegucigalpa    | Pedro Troglio       | Nacional                 | 35 000    | Umbro          | Banco Atlántida                |
| Motagua           | Tegucigalpa    | Diego Vásquez       | Nacional                 | 35 000    | Joma           | Pepsi                          |
| Real España       | San Pedro Sula | Ramiro Martínez     | Morazán                  | 20 000    | Joma           | El Cañal                       |
| Marathón          | San Pedro Sula | Héctor Vargas       | Yankel Rosenthal         | 15 000    | Joma           | Llantilandia                   |
| Vida              | La Ceiba       | Fernando Araújo     | Ceibeño                  | 20 000    | Huriver Ardesa | Molineros's                    |
| Platense          | Puerto Cortés  | Guillermo Bernárdez | Excelsior                | 10 000    | Sevilla Sport  | Asiatiko's Parts               |
| Honduras Progreso | El Progreso    | Ovidio Fúnez        | Humberto Micheletti      | 5000      | Puma           | Arroz Progreso                 |
| UPNFM             | Tegucigalpa    | Salomón Nazar       | Emilio Williams          | 8000      | Huriver        | Banco de Occidente             |
| Real de Minas     | Tegucigalpa    | Raúl Cáceres        | Marcelo Tinoco           | 5000      | MGsports       | DeTodo                         |
| Real Sociedad     | Tocoa          | Carlos Tábora       | Francisco Martínez Durón | 10        | Huriver        | Molineros's                    |

### Equipos por zona geográfica
| Real de Minas Honduras Progreso Motagua Olimpia UPNFM Real Sociedad Real España Marathón Vida Platense \| Departamento \| N.º \| Equipos \| \| ----------------- \| --- \| --------------------------------------- \| \| Francisco Morazán \| 4 \| Motagua, Olimpia, UPNFM y Real de Minas \| \| Cortés \| 3 \| Marathón, Platense y Real España \| \| Yoro \| 1 \| Honduras Progreso \| \| Atlántida \| 1 \| Vida \| \| Colón \| 1 \| Real Sociedad \| |     |                                         |
| Departamento | N.º | Equipos                                 |
| Francisco Morazán | 4   | Motagua, Olimpia, UPNFM y Real de Minas |
| Cortés | 3   | Marathón, Platense y Real España        |
| Yoro | 1   | Honduras Progreso                       |
| Atlántida | 1   | Vida                                    |
| Colón | 1   | Real Sociedad                           |

## Torneo Apertura

### Tabla de posiciones
Simbología:

PJ: partidos jugados.

PG: partidos ganados.

PE: partidos empatados.

PP: partidos perdidos.

GF: goles a favor.

GC: goles en contra.

Dif.: diferencia de goles.

Pts.: puntos acumulados.
|                                                |     | Equipo            | PJ | PG | PE | PP | GF | GC | Dif. | Pts. |
| ---------------------------------------------- | --- | ----------------- | -- | -- | -- | -- | -- | -- | ---- | ---- |
|                                                | 1.  | Olimpia           | 18 | 14 | 2  | 2  | 37 | 12 | +25  | 44   |
|                                                | 2.  | Marathón          | 18 | 12 | 4  | 2  | 39 | 17 | +22  | 40   |
|                                                | 3.  | Motagua           | 18 | 9  | 4  | 5  | 26 | 21 | +5   | 31   |
|                                                | 4.  | UPNFM             | 18 | 7  | 5  | 6  | 24 | 23 | +1   | 26   |
|                                                | 5.  | Vida              | 18 | 7  | 4  | 7  | 24 | 24 | 0    | 25   |
|                                                | 6.  | Real de Minas     | 18 | 7  | 2  | 9  | 25 | 29 | -4   | 23   |
|                                                | 7.  | Real España       | 18 | 5  | 7  | 6  | 26 | 25 | +1   | 22   |
|                                                | 8.  | Platense          | 18 | 6  | 3  | 9  | 28 | 36 | -8   | 21   |
|                                                | 9.  | Real Sociedad     | 18 | 2  | 4  | 12 | 12 | 30 | -18  | 10   |
|                                                | 10. | Honduras Progreso | 18 | 3  | 1  | 14 | 12 | 36 | -24  | 10   |
| Última actualización: 20 de noviembre de 2019. |     |                   |    |    |    |    |    |    |      |      |

|  | Clasificado a la pentagonal y a la final |
|  | Clasificado a la pentagonal              |
|  | Último lugar                             |

### Pentagonal
Simbología:

PJ: partidos jugados.

PG: partidos ganados.

PE: partidos empatados.

PP: partidos perdidos.

GF: goles a favor.

GC: goles en contra.

Dif.: diferencia de goles.

Pts.: puntos acumulados.
|                                               |    | Equipo   | PJ | PG | PE | PP | GF | GC | Dif. | Pts. |
| --------------------------------------------- | -- | -------- | -- | -- | -- | -- | -- | -- | ---- | ---- |
|                                               | 1. | Olimpia  | 4  | 3  | 0  | 1  | 10 | 2  | +8   | 9    |
|                                               | 2. | Motagua  | 4  | 3  | 0  | 1  | 10 | 5  | +5   | 9    |
|                                               | 3. | Vida     | 4  | 1  | 1  | 2  | 7  | 11 | -4   | 4    |
|                                               | 4. | UPNFM    | 4  | 1  | 1  | 2  | 5  | 9  | -4   | 4    |
|                                               | 5. | Marathón | 4  | 0  | 2  | 2  | 5  | 10 | -5   | 2    |
| Última actualización: 8 de diciembre de 2019. |    |          |    |    |    |    |    |    |      |      |

|                             |
| Campeón Olimpia 31.° título |

## Torneo Clausura

### Tabla de posiciones
Simbología:

Pts: puntos acumulados.

PJ: partidos jugados.

PG: partidos ganados.

PE: partidos empatados.

PP: partidos perdidos.

GF: goles a favor.

GC: goles en contra.

|                                            |     | Equipo            | PJ | G | E | P | GF | GC | Dif. | Pts |
| ------------------------------------------ | --- | ----------------- | -- | - | - | - | -- | -- | ---- | --- |
|                                            | 1.  | Motagua           | 13 | 8 | 3 | 2 | 25 | 10 | +15  | 27  |
|                                            | 2.  | Marathón          | 13 | 7 | 3 | 3 | 25 | 18 | +7   | 24  |
|                                            | 3.  | Olimpia           | 13 | 6 | 4 | 3 | 26 | 15 | +11  | 22  |
|                                            | 4.  | Real España       | 13 | 7 | 0 | 6 | 20 | 13 | +7   | 21  |
|                                            | 5.  | Vida              | 12 | 3 | 8 | 1 | 13 | 10 | +3   | 17  |
|                                            | 6.  | Real de Minas     | 13 | 5 | 2 | 6 | 16 | 18 | -2   | 17  |
|                                            | 7.  | Real Sociedad     | 12 | 3 | 5 | 4 | 13 | 17 | -4   | 14  |
|                                            | 8.  | Platense          | 13 | 3 | 3 | 7 | 16 | 24 | -8   | 12  |
|                                            | 9.  | UPNFM             | 13 | 1 | 7 | 5 | 8  | 18 | -10  | 10  |
|                                            | 10. | Honduras Progreso | 13 | 1 | 5 | 7 | 10 | 29 | -19  | 8   |
| Última actualización: 15 de marzo de 2020. |     |                   |    |   |   |   |    |    |      |     |

|  | Clasificado a la final      |
|  | Clasificado a la fase final |
|  | Último Lugar                |

## Cambios de entrenadores, jugadores extranjeros y descenso

### Cambios de entrenadores

#### Apertura
| Equipo            | Entrenador saliente | Fecha                    | Jor.  | Pos. | Entrenador entrante | Fecha                    | Jor.  |
| ----------------- | ------------------- | ------------------------ | ----- | ---- | ------------------- | ------------------------ | ----- |
| Real España       | Carlos Restrepo     | 6 de mayo de 2019        | Pre.  | Pre. | Hernán Medford      | 20 de mayo de 2019       | Pre.  |
| Platense          | Carlos Caballero    | 8 de mayo de 2019        | Pre.  | Pre. | Anthony Torres      | 16 de mayo de 2019       | Pre.  |
| Vida              | Héctor Castellón    | 10 de junio de 2019      | Pre.  | Pre. | Fernando Araújo     | 20 de junio de 2019      | Pre.  |
| Olimpia           | Manuel Keosseian    | 5 de junio de 2019       | Pre.  | Pre. | Pedro Troglio       | 14 de junio de 2019      | Pre.  |
| Real Sociedad     | Carlos Martínez     | 12 de julio de 2019      | Pre.  | Pre. | Mauro Reyes         | 13 de julio de 2019      | Pre.  |
| Honduras Progreso | Luis Alvarado       | 16 de agosto de 2019     | 1-4   | 10.º | Horacio Londoño     | 16 de agosto de 2019     | 6-13  |
| Platense          | Anthony Torres      | 1 de agosto de 2019      | 1-7   | 9.º  | Héctor Castellón    | 1 de agosto de 2019      | 8-15  |
| Real Sociedad     | Mauro Reyes         | 16 de septiembre de 2019 | 1-9   | 10.º | Carlos Tábora       | 16 de septiembre de 2019 | 10 -  |
| Real España       | Hernán Medford      | 23 de septiembre de 2019 | 1-11  | 8.º  | Luis Ordóñez        | 24 de septiembre de 2019 | 12-13 |
| Real España       | Luis Ordóñez        | 7 de octubre de 2019     | 12-13 | 7.º  | Ramiro Martínez     | 7 de octubre de 2019     | 14 -  |
| Honduras Progreso | Horacio Londoño     | 4 de octubre de 2019     | 6-13  | 9.º  | Ovidio Fúnez        | 8 de octubre de 2019     | 14 -  |
| Platense          | Héctor Castellón    | 21 de octubre de 2019    | 8-15  | 8.º  | Guillermo Bernárdez | 21 de octubre de 2019    | 16 -  |

#### Clausura
| Equipo            | Entrenador saliente | Fecha                  | Jor. | Pos. | Entrenador entrante | Fecha                  | Jor. |
| ----------------- | ------------------- | ---------------------- | ---- | ---- | ------------------- | ---------------------- | ---- |
| Honduras Progreso | Ovidio Fúnez        | 9 de diciembre de 2019 | Pre. | Pre. | Héctor Castellón    | 9 de diciembre de 2019 | Pre. |

### Jugadores extranjeros
- Nota: De acuerdo con los reglamentos impuestos por la Liga Nacional de Fútbol Profesional de Honduras (LNFP) y la Federación Nacional Autónoma de Fútbol de Honduras (FENAFUTH), los equipos hondureños de Primera División están limitados a tener en sus plantillas un máximo de cuatro jugadores extranjeros. Los jugadores extranjeros que ocupan la quinta plaza también poseen la nacionalidad hondureña y, por lo tanto, utilizan carné de jugador nacional.

#### Apertura
| Equipo            | Jugador 1        | Jugador 2        | Jugador 3         | Jugador 4            |
| ----------------- | ---------------- | ---------------- | ----------------- | -------------------- |
| Olimpia           | Jonathan Ferrari | Matías Garrido   | Cristian Maidana  | Matías Morales       |
| Motagua           | Jonathan Rougier | Matías Galvaliz  | Roberto Moreira   | Marcelo Estigarribia |
| Real España       | Heyreel Saravia  | Jamal Charles    | Ronaldo Dinolis   |                      |
| Marathón          | Yustin Arboleda  | Yerson Gutiérrez | Azmahar Ariano    | Esteban Espíndola    |
| Vida              | Alejandro Dautt  | Mathías Techera  | Huber López       | Jesús Rivera         |
| Platense          | Germán Yacaruso  | Isaías Olariaga  | Bruno Volpi       | Winston Mezú         |
| Honduras Progreso | Roy Smith        | Paulo Almeida    | Jerrel Britto     |                      |
| UPNFM             |                  |                  |                   |                      |
| Real de Minas     | Julani Archibald | Pablo Ortiz      | Sebastián Colón   | Evgeni Kabayev       |
| Real Sociedad     | William Robledo  | Oscar Móvil      | Jefferson Viveros |                      |

#### Clausura
| Equipo            | Jugador 1        | Jugador 2           | Jugador 3       | Jugador 4             |
| ----------------- | ---------------- | ------------------- | --------------- | --------------------- |
| Olimpia           | Matías Garrido   | Cristian Maidana    | José Cañete     | Yustin Arboleda       |
| Motagua           | Jonathan Rougier | Matías Galvaliz     | Roberto Moreira | Gonzalo Klusener      |
| Real España       | Pablo Pírez      | Matías Soto         | Santiago Correa | Delis Vargas          |
| Marathón          | Yerson Gutiérrez | Esteban Espíndola   | Sebastián Colón | Bruno Volpi           |
| Vida              | Mathías Techera  | Jonathan Mazzola    | Carlos Luque    | Cristián Alessandrini |
| Platense          | Germán Yacaruso  | Alejandro Guglielmo | Nicolás Lugli   |                       |
| Honduras Progreso | Yaudel Lahera    | Jeisson Palacios    | Rafael Agámez   |                       |
| UPNFM             |                  |                     |                 |                       |
| Real de Minas     | Julani Archibald | Pablo Ortiz         |                 |                       |
| Real Sociedad     | William Robledo  | Isaías Olariaga     | Henry Cuero     | Jamal Charles         |

### Promedio de descenso
| Pos. | Equipo            | Ap. 2018 | Cl. 2019 | Total | PJ | Promedio |
| ---- | ----------------- | -------- | -------- | ----- | -- | -------- |
| 1.º  | Olimpia           | 44       |          | 44    | 18 | 2.444    |
| 2.º  | Marathón          | 40       |          | 40    | 18 | 2.222    |
| 3.º  | Motagua           | 31       |          | 31    | 18 | 1.722    |
| 4.º  | UPNFM             | 26       |          | 26    | 18 | 1.444    |
| 5.º  | Vida              | 25       |          | 25    | 18 | 1.388    |
| 6.º  | Real de Minas     | 23       |          | 23    | 18 | 1.277    |
| 7.º  | Real España       | 22       |          | 22    | 18 | 1.222    |
| 8.º  | Platense          | 21       |          | 21    | 18 | 1.166    |
| 9.º  | Real Sociedad     | 10       |          | 10    | 18 | 0.555    |
| 10.º | Honduras Progreso | 10       |          | 10    | 18 | 0.555    |

|  |                                                                    |
|  | El equipo que ocupe esta posición descenderá a la Liga de Ascenso. |

## Goleadores
| Pos.                                         | Jugador              | Equipo            | Goles |
| -------------------------------------------- | -------------------- | ----------------- | ----- |
| 1.º                                          | Juan Ramón Mejía     | Real de Minas     | 17    |
| 2.º                                          | Franco Güity         | UPNFM             | 14    |
| 3.º                                          | Jorge Benguché       | Olimpia           | 11    |
| 4.º                                          | Josué Villafranca    | Vida              | 10    |
| 4.º                                          | Carlo Costly         | Marathón          | 8     |
| 4.º                                          | Yustin Arboleda      | Marathón          | 8     |
| 4.º                                          | Jerry Bengtson       | Olimpia           | 8     |
| 5.º                                          | Bruno Volpi          | Platense          | 7     |
| 5.º                                          | Roberto Moreira      | Motagua           | 7     |
| 7.º                                          | Marcelo Estigarribia | Motagua           | 6     |
| 8.º                                          | Frelys López         | Marathón          | 5     |
| 8.º                                          | Mario Martínez       | Marathón          | 5     |
| 8.º                                          | Kevin López          | Motagua           | 5     |
| 8.º                                          | Eddie Hernández      | Olimpia           | 5     |
| 8.º                                          | Rony Martínez        | Real España       | 5     |
| 9.º                                          | Alexander Aguilar    | Platense          | 4     |
| 9.º                                          | Diego Reyes          | Platense          | 4     |
| 9.º                                          | Oscar Móvil          | Real Sociedad     | 4     |
| 9.º                                          | Jerrel Britto        | Honduras Progreso | 4     |
| 9.º                                          | Carlos Discua        | Marathón          | 4     |
| Última actualización: 4 de diciembre de 2019 |                      |                   |       |

## Clasificados a torneos internacionales

### Liga Concacaf
| Clasificado | Liga Concacaf 2020 |
| ----------- | ------------------ |
| Honduras 1  | Olimpia            |
| Honduras 2  | Marathón           |
| Honduras 3  | Motagua            |